# Canada's a Drag
Canada's a Drag es una serie documental canadiense que se estrenó en CBC Gem el 7 de marzo de 2018. El programa fue creado por Peter Knegt y Mercedes Grundy. Cada episodio se centra en una artista drag de una ciudad canadiense diferente, incluidas drag queens, drag kings y artistas transgénero o no binarios. Fue producido por CBC Arts. 
La serie ganó el premio Canadian Screen Award al mejor programa o serie web original de no ficción dos años seguidos en los VIII Canadian Screen Awards y IX Canadian Screen Awards.
A partir de 2023, cinco artistas que aparecieron en la serie también han competido en Canada's Drag Race, una también ha sido participante en The Boulet Brothers' Dragula y una ha sido objeto de un documental de larga duración.

## Protagonistas drag

### Primera temporada (2018)
1. Allysin Chaynes - Toronto
2. Lourdes the Merry Virgin - Edmonton
3. Berlin Stiller (The Girlfriend Experience) - Vancouver
4. Gay Jesus - Toronto
5. Prairie Sky - Winnipeg
6. Sofonda Cox - Toronto
7. Guizo LaNuit - Montreal
8. Elle Noir - Halifax
9. Tranie Tronic - Montreal

### Segunda temporada (2019)
1. Alma Bitches - Vancouver
2. Icesis Couture y Savannah Couture - Ottawa
3. Tynomi Banks - Toronto
4. Duke Carson - Calgary
5. Crystal Slippers - Montreal
6. Irma Gerd - St. John's
7. Yovska - Toronto
8. Pharaoh Moans - Winnipeg
9. Eddi Licious - Victoria
10. Manghoe Lassi - Toronto
11. Jenna Telz - Kelowna
12. Quanah Style - Vancouver

### Tercera temporada (2020)
1. MX Wolverine - Ottawa
2. Francheska Dynamites - Lethbridge
3. Rose Butch - Vancouver
4. Chiquita Mare - Moncton
5. Charli Deville - Montreal
6. Sapphoria - Edmonton
7. Fay Slift &amp; Fluffy Soufflé - Toronto
8. Shay Dior - Vancouver
9. Vivian Vanderpuss - Victoria
10. Mikiki - Toronto